# Шохин, Владимир Кириллович
Влади́мир Кири́ллович Шо́хин (род. 3 мая 1951, Москва, СССР) — советский и российский философ, индолог, специалист в области истории индийской философии, истории и теории философской компаративистики, этики, аксиологии, философии религии, философии культуры. Кандидат исторических наук (1981), доктор философских наук (1991), профессор. Автор более 600 публикаций (включая энциклопедические статьи). Один из авторов «Большой Российской энциклопедии», «Новой философской энциклопедии», «Православной энциклопедии» и «Философия буддизма: энциклопедия».

## Биография
Родился 3 мая 1951 в Москве. Отец — философ Кирилл Владимирович Шохин.
В 1974 году окончил философский факультет МГУ имени М. В. Ломоносова.
В 1981 году в Институте востоковедения АН СССР под научным руководством В. С. Семенцова защитил диссертацию на соискание учёной степени кандидата исторических наук по теме «Источниковедческие проблемы изучения истории санкхьи: (древнейший период)» (специальность 07.00.09 — историография и источниковедение).
В 1974—1986 — научный сотрудник Института востоковедения АН СССР.
С 1986 года является старшим научным сотрудником, а с 1997 года — главный научный сотрудник Института философии РАН.
В 1991 году в Институте философии РАН защитил диссертацию на соискание учёной степени доктора философских наук по теме «Историко-философский процесс в Индии: начальный период» (специальность 09.00.03 — История философии). Официальные оппоненты — академик АН СССР, доктор исторических наук, профессор Г. М. Бонгард-Левин, доктор философских наук, профессор А. Н. Чанышев и доктор философских наук В. Г. Буров. Ведущая организация — Институт востоковедения АН СССР.
C 2003 года заведующий кафедрой метафизики и сравнительной теологии философского факультета Государственного академического университета гуманитарных наук.
C 2005 года — заведующий сектором философии религии Института философии РАН.
C января 2010 года по январь 2011 года — заведующий кафедрой истории и теории мировой культуры философского факультета МГУ им. М. В. Ломоносова.
29 декабря 2021 года в Актовом зале Духовной школы Учёный совет и Общее собрание преподавателей присвоили ему звание «Почётный доктор СПбДА».

## Преподавательская деятельность
Читает следующие курсы лекций:
- «Введение в сравнительную теологию» (ГАУГН).
- «Введение в сравнительную теологию» (МГУ).
- «Введение в философию культуры» (МГУ).

Преподавал аксиологию в Российском православном университете святого Иоанна Богослова

## Исследовательские проекты
Провёл ряд исследовательских проектов по грантам Российского фонда фундаментальных исследований и Российского гуманитарного научного фонда
- Стратификации реальности в истории философии. Грант РГНФ, 2001, № 01-03-00366а.[2]
- «Ценность» как категория европейской культуры. Грант РФФИ, 2002, № 02-06-80069а.[2]
- Индийская философия (начало — II в. н. э.). Грант РГНФ, 2003, № 03-03-00378.
- Категориальные системы индийской метафизики. Грант РГНФ, 2004, № 04-03-00216а.[2]
- Философский теизм Индии: от истоков до «Ньяякусуманджали» Удаяны (XI в.). Грант РГНФ, 2007, № 0703-00652.
- Агатология: история и теория. Грант РГНФ, 2013, № 13-03-00035.
- «Метафизика в интеркультурном пространстве» (руководитель межинституционального проекта). Грант РГНФ, 2015, № 15-03-00211.

## Область научных исследований
В своих работах Владимир Кириллович представил новую периодизацию истории индийской философии. Опираясь на санскритские и палийские первоисточники и методологию общей концепции философии, как теоретической рефлексии применяемой в исследовании сущего, должного и самого познания, то есть на критику суждений (диалектика) и систематизацию понятий (аналитика), описал историю раннего периода философии Индии.
При исследовании В. К. Шохин исходит из того, что для определения границ философии в любой культуре важны не столько мировоззренческие тексты, но и способ их толкования. Таким образом историческое начало индийской философии возникает не в космогоническими гимнами Вед и даже не с эзотерическими спекуляциями Упанишад, как это считается принятым в индологии, а с середины I тысячелетия до н. э., когда зарождается pro et contra в культуре Индии, сталкиваются мнения «диссентеров» и «традиционалистов», появляется эристика и софистика.
В. К. Шохин выяснил, что дискуссия между различными индийскими философскими школами, как и её выражение в виде классического комментария, являвшегося основным жанром индийской философской литературы, на протяжении всей его последующей истории является первоначальным ядром индийского философского дискурса, который в свою очередь исторически восходит к словесному агону участников торжественного обряда и дискуссиям древних ритуаловедов и языковедов.
Построение философских рассуждений в виде диалогов, является определяющей и для самого индийского многочленного силлогизма, а его лишние члены осмысливаются через его индуктивного характер, а в большей степени посредством рассмотрения силлогизма как диалога между выступающим и его оппонентом, а также взывание к аудитории. Делается упор на значимость различения итоговых положений философской компаративистики как для историка философии, поскольку выявляются смежные метаисторические архетипы, так и для современного философа-практика способного теперь к лучшему пониманию индийских теорий доказательства или стратификации уровней небытия и нереальности.
В общефилософском рассмотрении предметов исследования В. К. Шохин попытался уточнить близкие, но не тождественные философские понятия, такие как аксиология (учение о ценностях) и агатология (учение о благах), использование которых без их различения ранее в соответствующем историко-философском материале приводило к стиранию границ.
Интересы В. К. Шохина в области этики устремлены к мета-этическим категориям. Касательно теоретических построений о сущем, имевших место в ходе всей истории философии, В. К. Шохин полагает правомерным (в противовес Эдмунду Гуссерлю и Мартину Хайдеггеру) различать такие философские понятия, как «онтология бытия» и «онтология реальности» при измерений сущего на основании сопоставления онтологических вертикалей. В «онтологии бытия» (нетрансцендентальная) иерархизация степеней сущего (яркий пример т. н. «пирамида» Порфирия, вершину которой составляет высшие роды бытия, а подножие — низшие виды) осуществляется при устранении самого познающего субъекта, а в «онтологии реальности» (трансцендентальная) упорядочивание его уровней (классический пример — кантовское различение вещи в себе, объектов обычного и иллюзорного опыта) устраивается по отношению к субъекту, и поэтому с необходимостью учитывает и многообразие имагинативных объектов (художественных образов, медной горы, круглого квадрата и т. д.), для первой онтологии никакого значения не имеющих. Подобным образом В. К. Шохин предлагает различать часто смешиваемые понятия предпочтений, благ и ценностей, которые при внимательном рассмотрении располагаются на разных уровнях шкалы значимостей, а поэтому должны быть отделены от составляющих шкалы интенций (задачи, цели и проекты и т. п.), и совсем не могут уравниваться с общечеловеческими потребностями, поскольку в отличие от них ценности не просто интерсубъективны, а целиком субъективны, и любой человек может иметь «чужие ценности», также как родиться или умереть за кого-либо другого.
В области наук о религии и «наук о духе» Шохин настаивает на чётком размежевании философии религии и философской теологии, которые отождествляются в аналитической и, в последнее время, и европейско-континентальной традиции, предлагая учитывать, что между философией о религии и философии в религии имеет место удалённость никак не меньше, чем, например, между развитием науковедения и самой науки.
В читаемом в настоящее время культурологическом курсе лекций «Введение в философию культуры» он обращает внимание на неспешность становления авторефлексии «культурфилософского господина Журдена» и сложность исторического сложения современного понятия культуры.
Значительное влияние на Шохина оказал один из основателей русской школы буддологии Ф. И. Щербатской, о котором Шохин также написал книгу «Щербатской и его компаративистская философия».

## Общественные мероприятия
23—30 мая 1979 г. В. К. Шохин принимал участие в IV Всемирном конгрессе по санскритологии Международной ассоциации санскритологических штудий в г. Веймаре (ГДР).
3—9 января 1997 г. В. К. Шохин принимал участие в Х Всемирном конгрессе по санскритологии Международной ассоциации санскритологических штудий в г. Бангалоре (Индия).
28 декабря — 2 января 2001 г. В. К. Шохин принимал участие в Платиновом юбилее Индийского философского конгресса в г. Дели (Индия).
1 февраля 2001 года В. К. Шохин принимал участие в философско-богословском семинаре «Наука и религия» проходившем в Секции философии, социологии, психологии и права Института философии РАН.
6—9 июня 2001 г. В. К. Шохин принимал участие в международной конференции «Святая Троица» в Свято-Даниловом монастыре в Москве.
16—17 мая 2002 г. В. К. Шохин принимал участие в семинаре «Методология сравнительных штудий в истории философии» в Свсетлогорске (Калининградская область).
5—7 июня 2002 г. В. К. Шохин принимал участие в международной конференции «Моральная философия в плюральном культурном контексте» в Институте философии РАН.
30 января — 1 февраля 2003 г. В. К. Шохин принимал участие в международной конференции «Космология и теология» в Университете Нотр-Дам, шт. Индиана (США).
23 мая 2003 года В. К. Шохин был приглашён на встречу в интеллектуальный клуб «Катехон» Аркадия Малера.
24—28 мая 2004 г. В. К. Шохин принимал участие в Международном конгрессе, посвященном 280-летию со дня рождения Иммануила Канта в Институте философии.
6—9 июня 2005 г. В. К. Шохин принимал участие в международной конференции «Проблема зла и теодицее» в Институте философии РАН.
30 мая — 4 июня 2006 г. В. К. Шохин принимал участие в международной конференции «Вера и знание в контексте культурного диалога» в Институте философии РАН.
23—24 апреля 2007 г. В. К. Шохин принимал участие в Европейской конференции «Религиозное измерение межкультурного диалога» (Сан-Марино).
6—8 ноября 2008 г. участвовал в международной конференции «Наука и человеческая природа: российская и западная перспективы» в Бэйлорском университете, шт. Техас (США).
6—9 марта 2010 г. В. К. Шохин участвовал в Первом конгрессе по азиатской философии в г. Дели (Индия).
1—3 июня 2010 г. В. К. Шохин был организатором международной конференции «Философская теология и христианская традиция: российская и западная перспективы»; 27-29 июня 2011 г. В. К. Шохин участвовал в международной конференции «Философия религии в XXI веке» в Кракове (Польша).
25 февраля 2012 года В. К. Шохин принимал участие в круглом столе «Соотношение науки и веры», проходившем в рамках XX Международных Рождественских образовательных чтений.
25—26 мая 2012 г. В. К. Шохин участвовал в международной конференции «Этика и вызовы секуляризма: российская и западная перспективы» в Университете Нотр-Дам, шт. Индиана (США).
22—24 мая 2014 г. В. К. Шохин был организатором международной конференции «Философия и мистический опыт: современные подходы и исторические контексты» в Институте философии РАН.

## Отзывы
В 2008 году кандидат философских наук, главный редактор фонда «Карма Еше Палдрон» Б. И. Загумённов в журнале «Буддизм России» охарактеризовал книги Шохина как наукословные, рационалистичные, в некоторых случаях содержащие излишние латинские слова. Книгу Шохина «Школы индийской философии …» (2004) Загумённов охарактеризовал как «скучнейшую». Кроме того, Загумённов высказал мнение, согласно которому, Шохин является православным, и это непосредственно ухудшает объективность его работ в сфере восточных религий. Также Загумённов отрицательно охарактеризовал ассистирование Шохина протодиакону Андрею Кураеву, например, в виде дополнения его книг своими послесловиями.
В 2009 году философ и востоковед М. Т. Степанянц в предисловии к «Индийская философия: Энциклопедия» отметила, что при подготовке данного издания В. К. Шохиным и В. Г. Лысенко была оказана «неоценимая научно-консультационная помощь».
В 2011 году кандидат исторических наук А. С. Фетисов, выделяя два подхода анализа развития религиозной обстановки в России — представителей «самих религиозных организаций (в основном православных), озабоченных судьбой своих конфессий», и вторую группу, в которую входят представители «академической науки, исследователи», ставит В. К. Шохина в один ряд с «типичными авторами первого направления».
В 2012 году кандидат философских наук, доцент и заведующий кафедрой систематического богословия и патрологии богословского факультета Православного Свято-Тихоновского гуманитарного университета П. Б. Михайлов в своём обзоре монографий «Введение в философию религии» и «Философия религии и её исторические формы» отметил, что «известный отечественный философ В. К. Шохин инаугурировал новую область философских исследований в России — философию религии, понимаемую как философское изучение феноменов религиозной мысли и фактов религиозного опыта», а также указал на «фундаментальную ценность проделанной В. К. Шохиным работы по введению в отечественный научный контекст фактически нового раздела гуманитарных исследований, открывающий обширное и многообещающее пространство для дальнейших завоеваний философского познания».
В 2012 году рецензенты доктор исторических наук и востоковед М. И. Воробьёва-Десятовская и доктор философских наук и профессор ЮНЕСКО Е. П. Островская, рассматривая статью Шохина «Типитака» в энциклопедии «Философия буддизма», указывают на наличие в ней «невразумительного утверждения» о «преданиях» вместо информации о Трипитаке. Также рецензенты критикуют статью «Абхидхармакоша» Шохина в той же энциклопедии, находя её неудачной.

## Научные труды

### Переводы
- Ашвагхоша. Буддачарита [глава 12] = Пер. с санскрита и коммент. В. К. Шохина // Историко-философский ежегодник"87. — М., 1987. — С. 184—189.
- Субала-упанишада = Вступление, пер. с санскрита и коммент. В. К. Шохина // Народы Азии и Африки. — 1990. — № 6. — С. 85—97.
- Блаженный Иоанн Чудотворец. Предварительные сведения о жизни и чудесах архиепископа Иоанна (Максимовича) / Сост. и ред. иероманах Серафим (Роуз) и игумен Герман (Подмошенский). Пер., предисл, послесл. и коммент. В. К. Шохина. — М., 1993. — 350 с.
- Шохин В. К. Лунный свет санкхьи: Ишваракришна, Гаудапада, Вачаспати Мишра. — М.: Ладомир, 1995. — 325 с. — (Ex Oriente Lux). — ISBN 5-86218-129-6.
- Сутры философии санкхьи: «Таттва-самаса», «Крама-дипика», «Санкхья-сутра», «Санкхья-сутры», «Санкхьясутра-вритти» / Исслед., пер. с санскр., коммент., словарь мифологических имен, топонимов и реалий В. К. Шохин. — М.: Ладомир, 1997. — 363 с. — (Ex oriente lux). — ISBN 5-86218-318-3.
- Царь Джанака и отшельница Сулабха (Махабхарата XII. 308) = Вступит. статья, пер. с санскрита, коммент. В. К. Шохина // Восток. — 1997. — № 4. — С. 118—137.
- Шохин В. К. Ньяя-сутра. Ньяя-бхашья. Историко-философское исследование, перевод с санскрита, комментарий. — М.: Восточная литература, 2001. — 504 с.
- Мадхусудана Сарасвати. Прастхана-бхеда = Пер. с санскр. и коммент. В. К. Шохина // Вопросы философии. — 2010. — № 5. — С. 143—154.
- Раджашекхара. Исследование поэзии (Кавьямиманса) = Пер. с санскр. и примеч. В. К. Шохина // Вопросы философии. — 2012. — № 5. — С. 143—156.
- Уддйотакара. Ньяя-варттика IV.1.19-21 пер. с санскрита и комментарии В. К. Шохина // Философия религии: Альманах. 2012—2013 / Отв. ред. В. К. Шохин. — М.: Восточная литература.. — 2013. — С. 305−332.

### Монографии
- Шохин В. К. Древняя Индия в культуре Руси (XI — середина XV в.). Источниковедческие проблемы. — М.: Наука, 1988. — 335 с.
- Лысенко В. Г., Терентьев А. А., Шохин В. К. Ранняя буддийская философия. Философия джайнизма. — М.: «Восточная литература», 1994. — 383 с. — (История восточной философии). — 4000 экз. — ISBN 5-02-017770-9.
- Шохин В. К. Брахманистская философия: начальный и раннеклассический периоды / Рос. АН, Ин-т философии, МГУ им. М. В. Ломоносова, Центр индол. и буддол. исслед.. — М.: Восточная литература, Рос. АН, Ин-т философии, МГУ им. М. В. Ломоносова, Центр индол. и буддол. исслед.], 1994. — 354 с. — ISBN 5-02-017672-9.
- Шохин В. К. Первые философы Индии. Учебное пособие для университетов и вузов. — М.: Ладомир, 1997. — 301 с.
- Шохин В. К. Ф. И. Щербатской и его компаративистская философия. — М.: ИФ РАН, 1998. — 248 с. — ISBN 5-201-01983-8.
- Шохин В. К. Теология. Введение в богословские дисциплины. Методическое пособие. — М.: ИФ РАН, 2002. — 122 с. — ISBN 5-201-02085-2.
- Шохин В. К. Школы индийской философии. Период формирования (IV вв. до н. э. — II в. н. э.). — М.: Восточная литература, 2004. — 413 с. — ISBN 5-02-018390-3.
- Шохин В. К. Стратификации реальности в онтологии адвайта-веданты. — М.: ИФ РАН, 2004. — 289 с. — 5−201−02 110−7 экз. — ISBN 500.
- Шохин В. К. Философия ценностей и ранняя аксиологическая мысль. — М.: РУДН, 2006. — 455 с. — ISBN 5-209-01971-3.
- Шохин В. К. Индийская философия. Шраманский период (середина I тысячелетия до н. э.). — СПб.: Издательство СПбГУ, 2007. — 421 с. — ISBN 978-5-288-04085-6.
- Шохин В. К. Введение в философию религии. — М.: Альфа-М., 2010. — 287 с. — ISBN 978-5-98281-215-5.
- Шохин В. К. Философия религии и её исторические формы (античность — конец XVIII в.). — М.: Альфа-М, ИФ РАН, 2010. — 783 с. — ISBN 978-5-98281-239-1. (оглавление)
- Шохин В. К. Агатология: современность и классика / Российская акад. наук, Ин-т философии. — М.: Канон+, 2014. — 359 с. — 1000 экз. — ISBN 978-5-88373-406-8.
- Шохин В. К. Философская теология: дизайнерские фасеты. — М.: Институт философии РАН, 2016. — 148 с. — 500 экз. — ISBN 978-5-9540-0301-7.
- Шохин В. К. Философская теология: канон и вариативность / Институт философии РАН. — СПб.: Нестор-История, 2018. — 495 с. — 500 экз. — ISBN 978-5-4469-1317-6.

### Статьи
на русском языке
- Шохин В. К. Основные направления изучения древнеиндийской философии в зарубежной науке // Вестник древней истории. — 1981. — № 1.
- Шохин В. К. Буддийская версия древней санкхья-йоги (традиция Арада-Каламы) // Историко-философский ежегодник 87. — 1987. — № 1.
- Шохин В. К. Выступление на „круглом столе“: «„Восток — Запад“ в мировом историко-философском процессе» // Философские науки. — 1988. — № 7.
- Шохин В. К. Древнеиндийский рационализм как предмет историко-философской науки (проблемы периодизации истории древнеиндийской мысли) // Рационалистическая традиция и современность. Индия. — М., 1988. — С. 11—45.
- Шохин В. К. К уточнению категории «средневековая философия» (на материале индийской философской традиции) // Социокультурные характеристики средневековой философии. — М., 1990.
- Шохин В. К. Сантаяна и индийская философия // Вопросы философии. — 1992. — № 4. — С. 118—124.
- Шохин В. К. Санкхья-йога и традиция гностицизма // Вопросы философии. — 1994. — № 7—8. Архивировано 7 октября 2011 года.
- Шохин В. К. В. С. Соловьёв, индийская философия и проблемы компаративистики // Историко-философский ежегодник, 1995. — М.: МАРТИС, 1996. — С. 106—121.
- Шохин В. К. Святитель Филарет (Дроздов) в истории русской философии // Альфа и Омега. — М., 1996. — № 4 (11). — С. 211—230.
- Шохин В. К. Диалог религий: идеология и практика // Альфа и Омега. — М., 1997. — № 1(12). — С. 281—295.
- Шохин В. К. Диалог религий: идеология и практика // Альфа и Омега. — М., 1997. — № 2(13). — С. 223—240.
- Шохин В. К. Мнимые влияния. (О совр. попытках отыскать буддийские «корни» в христианстве) // Альфа и Омега. — М., 1997. — № 3(14). — С. 274—307.
- Шохин В. К. Классическая философия ценностей: предыстория, проблемы, результаты // Альфа и Омега. — М., 1998. — № 3(17). — С. 295—315.
- Шохин В. К. Классическая философия ценностей: предыстория, проблемы, результаты // Альфа и Омега. — М., 1998. — № 4(18). — С. 283—308.
- Шохин В. К. Пауль Хакер и святоотеческая трактовка нехристианской мысли (П. Хакер (1913—1979) — ведущий нем. индолог) // Альфа и Омега. — М., 1999. — № 1(19). — С. 242—256.
- Шохин В. К. Святой равноап. Ансгарий [801-865] — просветитель Скандинавии (Дании и Швеции) // Альфа и Омега. — М., 1999. — № 2(20). — С. 227—250.
- Шохин В. К. Два типа этических концепций (часть 1) // Альфа и Омега. — М., 1999. — № 4 (22). — С. 235—245.
- Шохин В. К. Два типа этических концепций (часть 2) // Альфа и Омега. — М., 2000. — № 1(23). — С. 229—246.
- Шохин В. К. Святые Гереон и Урсула — покровители Кёльна // Альфа и Омега. — М., 2000. — № 1(23). — С. 203—217.
- Шохин В. К. Дайя Кришна: как из «индийской философии» сделать индийскую философию? // Живая традиция. К 75-летию Индийского философского конгресса. — М..
- Шохин В. К. «Диалог религий»: виртуальное понятие и реальное значение // VII Рождественские образовательные чтения. Христианство и философия. Сборник докладов. — М., 2000.
- Шохин В. К. Первый опыт трёхуровневой стратификации реальности в индийской философии (по тексту «Ланкаватара-сутры») // Историко-философский ежегодник. — 2003.
- Шохин В. К. Ганс Кюнг и предлагаемый им проект глобального этоса (недоступная ссылка — история) // Вопросы философии. — 2004. — № 10.
- Шохин В. К. Богословская конференция Русской Православной Церкви «Эсхатологическое учение церкви». Москва, г/к "Даниловский " 14-17 ноября 2005 г.
- Шохин В. К. Станислав Шайер о философии ньяи и вайшешики // Исследования аналитического наследия Львовско-Варшавской школы. — Вып.1 / Отв. ред. В. Л. Васюков. — СПб., 2006. — С. 122—160.
- Шохин В. К. Индийская версия теодицеи // Проблема зла и теодицеи. Материалы международной конференции 6-9 июня 2005 г / Под общ. ред. В. К. Шохина. — М., 2006. — С. 226—236.
- Шохин В. К. Новая для современной России область философско—теологического дискурса // Проблема зла и теодицеи. Материалы международной конференции 6-9 июня 2005 г / Под общ. ред. В. К. Шохина. — М., 2006. — С. 5—15.
- Балагушкин Е. Г., Шохин В. К. Религиозный плюрализм в современной России: новые религиозные движения на постсоветском этапе // Мир России. — 2006. — Т. 15, № 2. — С. 62—78.
- Шохин В. К. Исторический генезис философии религии: проблема и её наиболее вероятное решение // Философия религии: альманах / под ред. В. К. Шохина. — М.: Ин-т философии РАН, 2007. — С. 15—89. — 498 с. — ISBN 978-5-02-035858-4.
- Шохин В. К. Естественная теология // Философия религии: альманах / под ред. В. К. Шохина. — М.: Ин-т философии РАН, 2007. — С. 226—228. — 498 с. — ISBN 978-5-02-035858-4.
- Шохин В. К. Иудаизм как «контапозиция» христианству: К. М. Пинкингтон о двух религиях // Философия религии: альманах / под ред. В. К. Шохина. — М.: Ин-т философии РАН, 2007. — С. 467—495. — 498 с. — ISBN 978-5-02-035858-4.
- Шохин В. К. Васубандху и его стратификация уровней реальности. Васубандху. «Определение трех уровней реальности». Пер. с санскрита [и примеч.] // Вестник Российского университета дружбы народов. Серия: Философия. — 2007. — № 1 (13). — С. 117—132.
- Шохин В. К. Кантовская «абсолютная ценность» и её значение в истории аксиологической рефлексии // Иммануил Кант. Наследие и проект / Под ред. В. С. Степина, Н. В. Мотрошиловой. — М., 2007.
- Шохин В. К. Дасгупта Сурендра Нат // Большая Российская энциклопедия : [в 30 т.]. — Большая Российская энциклопедия, 2007. — Т. 8: Григорьев — Динамика. — 767 с. — ISBN 978-5-85270-338-5.
- Шохин В. К. Христианство как религия политкорректности в современной Европе: иллюзия и реальные перспективы // Альфа и Омега. — 2008. — № 3. (копия)
- Шохин В. К. Доктрина Шридхары // Вестник Российского университета дружбы народов. Серия: Философия. — 2008. — № 3. — С. 72—75.
- Шохин В. К. Перечитывая Льюиса // Философия религии: альманах. — 2009. — С. 476—494.
- Степанянц М. Т., Шохин В. К. Индийская философия в исторической ретроспективе // Индийская философия: энциклопедия./ отв. ред. М. Т. Степанянц; Ин-т философии РАН. — М.: Вост. лит., 2009. — 950 с.
- Шохин В. К., Месяц С. В., Михайлов П. Б., Фокин А. Р., Вдовина Г. В. Естественная теология // Православная энциклопедия. — М., 2008. — Т. XVIII : Египет древний — Эфес. — С. 696—716. — 39 000 экз. — ISBN 978-5-89572-032-5.
- Пономарёв А. В., Михайлов П. Б., Фокин А. Р., Серёгин А. В., Смирнов Д. В., Судаков А. К., Шохин В. К., Казарян А. Т. Зло // Православная энциклопедия. — М., 2009. — Т. XX : Зверин в честь Покрова Пресвятой Богородицы женский монастырь — Иверия. — С. 205—265. — 39 000 экз. — ISBN 978-5-89572-036-3.
- Балагушкин Е. Г., Шохин В. К. Межрелигиозный диалог и межрелигиозные отношения в российском социокультурном пространстве // Россия в диалоге культур / отв. ред. А. А. Гусейнов, А. В. Смирнов, Б. О. Николаичев. — М.: Наука, 2010. — С. 405—431. — 432 с. — 800 экз. — ISBN 978-5-02-037096-8.
- Шохин В. К. Античное понятие культуры и протокультурфилософия: специфика и компаративные параллели // Вопросы философии. — 2011. — № 3. — С. 51—61.
- Шохин В. К. «Культура» и «цивилизация» в текстах Юма // Дэвид Юм и современная философия. Материалы международной конф. (Москва, 15-17 нояб. 2011 г.). — М., 2011. — Т. 6: Социальная теория, политика, история, экономика. — С. 30—35.
- Шохин В. К. Новое введение в философскую теологию // Эванс Ч. С., Мэнис Р. З. Философия религии: размышление о вере. — М., 2011. — С. 11—13.
- Шохин В. К. О границах компетенции разума в сотериологии и сакраментологии: несколько небогословских рассуждений // Философия религии: Альманах. 2010—2011. — М., 2011. — С. 252—262.
- Шохин В. К. «Они предали Его»: Архиепископ Марсель Лефевр о Втором Ватиканском соборе // Философия религии: Альманах. 2010-2011. — М., 2011. — С. 501—514.
- Шохин В. К. Примечания к «Лекциям по истории философии» В. С. Соловьёва // Соловьёв В. С. Полн. собр. соч. и писем: В 20 т. — М., 2011. — Т. 4: Соч. 1878—1882. — С. 584—612.
- Шохин В. К. Философия религии и разновидности рациональной теологии // Философия религии: Альманах. 2010—2011. — М., 2011. — С. 15—30.
- Шохин В. К. «Философия религии»: становление авторефлексии // Философия религии: Альманах 2008—2009 / Отв. ред. В. К. Шохин. — М.: Языки славянских культур, 2010. — С. 16—38.
- Шохин В. К. Теизм, постмодернистские похороны метафизики и индийская атмавада // Философия религии: Альманах 2008—2009 / Отв. ред. В. К. Шохин. — М.: Языки славянских культур, 2010. — С. 243—257.
- Шохин В. К. Философия родительного падежа и междисциплинарные исследования // Эпистемология и философия науки. Epistemology & Philosophy of Science. Ежеквартальный журнал. — 2010. — Т. XXVI, № 4. — С. 53—62.
- Шохин В. К. Апология «философской грамматики» // Эпистемология и философия науки. Epistemology & Philosophy of Science. Ежеквартальный журнал. — 2010. — Т. XXVI, № 4. — С. 80—83.
- Шохин В. К. Раджашекхара и его попытка синтеза двух форматов традиционного индийского науковедения // Вопросы философии. — 2012. — № 5. — С. 143—148.
- Шохин В. К. О границах компетенции разума в сотериологии и сакраментологии: несколько небогословских рассуждений // Философия религии: альманах. — 2011. — № 3. — С. 252—262.
- Шохин В. К. «Они предали его»: архиепископ Марсель Лефевр. О II ватиканском соборе. … // Философия религии: альманах. — 2011. — № 3. — С. 501—514.
- Шохин В. К. Так что же всё-таки такое аналитическая философия? В защиту и укрепление «ревизионизма» // Вопросы философии. — 2013. — № 11. — С. 137—148.
- Шохин В. К. Так ли антигуманна христианская эсхатология? (Комментарий к статье В. В. Кузева) // Философия религии: Альманах. 2012—2013. — М.: Издательская фирма «Восточная литература» РАН, 2013. — С. 145—160.
- Шохин В. К. Благодарность людям и благодарение Бога: некоторые заметки // Философия религии: Альманах. 2012—2013. — М.: Издательская фирма «Восточная литература» РАН, 2013. — С. 186—207.
- Шохин В. К. Философский теизм Уддйотакары // Философия религии: Альманах. 2012—2013. — М.: Издательская фирма «Восточная литература» РАН, 2013. — С. 290—304.
- Шохин В. К. «Ньяя-варттика» IV.1.19–21 Уддйотакара «НЬЯЯ-ВАРТТИКА» IV.1.19–21 // Философия религии: Альманах. 2012—2013. — М.: Издательская фирма «Восточная литература» РАН, 2013. — С. 305—332.
- Шохин В. К. Четвёртый путь? К этическому обоснованию агатологии // Этическая мысль. — М.: ИФ РАН, 2013. — Вып. 13. — С. 47—75.
- Шохин В. К. Возможно ли хорошее дефинирование блага? Опыты древней философии // Философия и культура. — 2013. — № 11 (71). — С. 1588—1597.
- Шохин В. К. Философская теология и основное богословие // Вестник ПСТГУ. Серия 1. Богословие. Философия. — 2014. — Вып. 1 (51). — С. 57—79.
- Шохин В. К. Новационна ли «кульпабилизация»? // Вестник ПСТГУ I: Богословие. Философия. — 2014. — Вып. 3 (53). — С. 167—169.
- Шохин В. К. Об архетипах, фундаментализме, теодицее, религиозном сознании и классиках марксизма: комментарии к реплике К. М. Антонова // Вестник ПСТГУ I: Богословие. Философия. — 2014. — Вып. 4 (54). — С. 152—157.
- Шохин В. К. Философская теология и библейская герменевтика: дискурс о постструктуралистском вызове // Вестник ПСТГУ. 2014. Серия 1. Богословие. Философия. — Вып. 6 (56). — С. 41—54.
- Шохин В. К. Теология, богословие и музееведение: рассуждение о суждениях П. Б. Михайлова // Вестник ПСТГУ. I: Богословие. Философия. — 2015. — Вып. 2 (58). — С. 143—155.
- Шохин В. К. Серия «Философская теология: современность и ретроспектива» // Вопросы философии. — 2015. — № 2. — С. 58—62.
- Шохин В. К. Теизм или деизм? Размышления над метафизической теологией Ричарда Суинберна // Вопросы философии. — 2015. — № 2. — С. 64—76.
- Шохин В. К. Аналитическая философия: некоторые непроторённые пути // Философский журнал. — 2015. — Т. 8, № 2. — С. 16—27.
- Шохин В. К. Plantinga A. Knowledge and Christian Belief.Grand Rapids(MI); Cambridge: Eerdmans, 2015. 129 p // Вестник ПСТГУ. Серия 1: Богословие. Философия. Религиоведение. — 2015. — № 6 (62). — С. 127—134.
- Шохин В. К. Как была сделана классическая метафизика? // Вестник ПСТГУ. Серия 1: Богословие. Философия. Религиоведение. — 2015. — Вып. 5 (61). — С. 41—58.
- Шохин В. К. Сhristian Philosophy of Religion: Essays in Honor of Stephen Davis / C. P. Ruloff, ed. Notre Dame: University of Notre Dame Press, 2014. 374 p // Вестник ПСТГУ. Серия 1: Богословие. Философия. Религиоведение. — 2016. — Вып. 2 (64). — С. 133—142.
- Шохин В. К. В чём всё-таки новизна «Нового атеизма»? // Вестник ПСТГУ. Серия 1: Богословие. Философия. Религиоведение. — 2016. — Вып. 3 (65). — С. 149—157.

на английском языке
- V.Shokhin. Sāṃkhya and Buddhism: A Few Notes // Darshana International, Moradabad, 1988, Vol. 28, N 1. P. 52-55;
- V.Schokhin. Sāṃkhya on the Ends of Man (puruṣārtha) // Studien zur Indologie und Iranistik (StII), Reinbek, 1997, Bd.21. S. 193—205;
- V.Shokhin. What are the Sixteen Padārthas of Nyāya? An Attempt to Solve a Dilemma of Long Standing // Journal of Indian Council of Philosophical Research, 2001, Vol. XVIII, N 2. P. 107—127;
- V.Shokhin. The Holy Trinity and Non-Christian Triads// The Trinity: East/West Dialogue. Ed. by Melville Y.Stewart. Dordrecht etc.: Kluwer, 2003. P. 179—188;
- V.Shokhin. On Some Features of Buddhist Missionary Work and Double Standards in Religious Studies // Studies in Interreligious Dialogue, Louvain etc., 2005, N.2. P. 133—154;
- V.Shokhin. Good as a Category of Indian Philosophy // Comparative Ethics in a Global Age. Ed. by Marietta T. Stepanyants. Washington, D.C.: The Council for Research in Values and Philosophy, 2007, P. 191—202;
- V.Shokhin. Theism, the Postmodernist Burial of Metaphysics, and Indian Mind-Body Dualism // Faith and Philosophy, Huntington, IN, 2009, Vol. 26, N 5, p. 527—536;
- V.Shokhin. Philosophical Theology and Indian Versions of Theodicy // European Journal for Philosophy of Religion, 2010, Vol.2/2, p. 129—151;
- Shokhin V.K. Three Dimensions of Religion and Some Tasks of Philosophy of Religion // Philosophy of Religion in the 21th Century. International Conference. — Krakow, 2011. — Р. 59-60.
- V.Shokhin. What is Meant by Faith in Brahmanism? // Cultural Heritage and Contemporary Change. Series IV A, Eastern and Central Europe. Vol. 39. Gen. Ed. George F.McLean. Washington DC, 2011. Р.97-106
- V.Shokhin. Jaigîşavya Branch of the Ancient Sāňkhya-Yoga Tradition // Russia looks at India: A Spectrum of Philosophical Views. Ed. by Marietta Stepanyants. New Delhi: Indian Council of Philosophival Research, 2011. P. 1-11;
- V.Shokhin. Philosophy of Religion and Varieties of Rational Theology // Philosophical Theology and the Christian Tradition: Russian and Western Perspectives. Russian Philosophical Studies V. Christian Philosophical Studies III. Ed. by David Bradshaw. Washington, D.C.: The Council for Research in Values and Philosophy, 2012. P. 5-20;
- V.Shokhin. Gratitude as the Foundation of Theistic Ethics // Ethics and the Challenge of Secularism: Russian and Western Perspectives. Ed. by David Bradshaw. Washington, D.C.: The Council for Research in Values and Philosophy, 2013. P. 19-36;
- V.Shokhin. Methodological Pluralism and the Subject Matter of Philosophy of Religion // Knowledge, Action, Pluralism. Ed. By S.T. Kolodziejczyk and J. Salamon. Frankfurt am Main: Peter Lang GmbH, 2014. P. 321—333;
- V.Shokhin. The Pioneering Appearance of Philosophy of Religion in Europe: François Para du Phanjas on the Nature of Religion // Open Theology, 2015, Vol. 1/1. P. 97-106.

на немецком языке
- W. Schokhin. Die Geschichte der Geschichte der Philosophie und die Modernität der modernen Welt // Wiener Zeitschrift fűr Philosophie, 1993, Bd. XXV, S. 199—214;
- Shokhin V.K. Tetens und Kant vom «absoluten Wert» // Kant im Spiegel der russischen Kantforschung heute. / Herausg. Von N. Motroschilova und N. Hinske. — Stuttgart-Cannstatt, 2007. — S. 127—143.

на французском языке
- V.Shokhin. La philosophie de religion, un nouveau domaine de la philosophie russe // Diogène, 2008, Julliet, t. 223, p. 58-74;

на итальянском языке
- V. Schokhin. Solov’ev e la philosophia Indiana // Quaderni Augusto Del Noce 2010. Comp.da G.Riconda, G.Cuozzo, E.Randone. Lungro di Cosenza, 2010. P. 471—492.

### Энциклопедии
Большая Российская энциклопедия
- Аксиология : [арх. 21 октября 2022] / Шохин В. К. // А — Анкетирование [Электронный ресурс]. — 2005. — С. 355. — (Большая российская энциклопедия : [в 35 т.] / гл. ред. Ю. С. Осипов ; 2004—2017, т. 1). — ISBN 5-85270-329-X.
- Ахимса : [арх. 17 октября 2022] / Шохин В. К. // Анкилоз — Банка [Электронный ресурс]. — 2005. — С. 573. — (Большая российская энциклопедия : [в 35 т.] / гл. ред. Ю. С. Осипов ; 2004—2017, т. 2). — ISBN 5-85270-330-3.
- Вачаспати Мишра : [арх. 17 октября 2022] / Шохин В. К. // Большой Кавказ — Великий канал [Электронный ресурс]. — 2006. — С. 671—672. — (Большая российская энциклопедия : [в 35 т.] / гл. ред. Ю. С. Осипов ; 2004—2017, т. 4). — ISBN 5-85270-333-8.
- Виджнянабхикшу : [арх. 18 октября 2022] / Шохин В. К. // Великий князь — Восходящий узел орбиты [Электронный ресурс]. — 2006. — С. 265. — (Большая российская энциклопедия : [в 35 т.] / гл. ред. Ю. С. Осипов ; 2004—2017, т. 5). — ISBN 5-85270-334-6.
- Гангеша : [арх. 2 июля 2022] / Шохин В. К. // Восьмеричный путь — Германцы [Электронный ресурс]. — 2006. — С. 374—375. — (Большая российская энциклопедия : [в 35 т.] / гл. ред. Ю. С. Осипов ; 2004—2017, т. 6). — ISBN 5-85270-335-4.
- Гхош, Ауробиндо : [арх. 7 декабря 2022] / Шохин В. К. // Григорьев — Динамика [Электронный ресурс]. — 2007. — С. 197. — (Большая российская энциклопедия : [в 35 т.] / гл. ред. Ю. С. Осипов ; 2004—2017, т. 8). — ISBN 978-5-85270-338-5.
- Дигнага : [арх. 18 октября 2022] / Шохин В. К. // Григорьев — Динамика [Электронный ресурс]. — 2007. — С. 728. — (Большая российская энциклопедия : [в 35 т.] / гл. ред. Ю. С. Осипов ; 2004—2017, т. 8). — ISBN 978-5-85270-338-5.
- Дойссен, Пауль : [арх. 18 октября 2022] / Шохин В. К. // Динамика атмосферы — Железнодорожный узел [Электронный ресурс]. — 2007. — С. 190. — (Большая российская энциклопедия : [в 35 т.] / гл. ред. Ю. С. Осипов ; 2004—2017, т. 9). — ISBN 978-5-85270-339-2.
- Индия : [арх. 30 ноября 2022] / Г. В. Сдасюк (Общие сведения, Население, Хозяйство), Б. А. Страшун (Государственный строй), Н. Н. Алексеева (Природа), Н. А. Божко (Природа: геологическое строение и полезные ископаемые), А. Я. Щетенко (Исторический очерк: археология), А. А. Вигасин (Исторический очерк: древность), Л. Б. Алаев (Исторический очерк: средние века, Новое время), А. Л. Сафронова (Исторический очерк: с 1914), А. С. Бугров (Хозяйство), В. В. Горбачёв (Вооружённые силы), В. С. Нечаев (Здравоохранение), В. И. Линдер (Спорт), В. К. Шохин (Философия), С. Д. Серебряный (Литература), А. А. Короцкая (Изобразительное искусство и архитектура), А. Я. Щетенко (Изобразительное искусство и архитектура: древнейший период), Е. М. Гороховик (Музыка), Н. Р. Лидова (Театр. Танец), Ю. Ф. Корчагов (Кино) // Излучение плазмы — Исламский фронт спасения [Электронный ресурс]. — 2008. — С. 246. — (Большая российская энциклопедия : [в 35 т.] / гл. ред. Ю. С. Осипов ; 2004—2017, т. 11). — ISBN 978-5-85270-342-2.
- Кундалини : [арх. 19 октября 2022] / Шохин В. К. // Крещение Господне — Ласточковые [Электронный ресурс]. — 2010. — С. 342. — (Большая российская энциклопедия : [в 35 т.] / гл. ред. Ю. С. Осипов ; 2004—2017, т. 16). — ISBN 978-5-85270-347-7.
- Мадхава : [арх. 21 октября 2022] / Шохин В. К. // Ломоносов — Манизер [Электронный ресурс]. — 2011. — С. 437. — (Большая российская энциклопедия : [в 35 т.] / гл. ред. Ю. С. Осипов ; 2004—2017, т. 18). — ISBN 978-5-85270-351-4.
- Мандала Мишра : [арх. 21 октября 2022] / Шохин В. К. // Ломоносов — Манизер [Электронный ресурс]. — 2011. — С. 739. — (Большая российская энциклопедия : [в 35 т.] / гл. ред. Ю. С. Осипов ; 2004—2017, т. 18). — ISBN 978-5-85270-351-4.
- Махасангхика : [арх. 9 октября 2022] / Шохин В. К. // Маниковский — Меотида [Электронный ресурс]. — 2011. — С. 407—408. — (Большая российская энциклопедия : [в 35 т.] / гл. ред. Ю. С. Осипов ; 2004—2017, т. 19). — ISBN 978-5-85270-353-8.
- Махищасака : [арх. 18 октября 2022] / Шохин В. К. // Маниковский — Меотида [Электронный ресурс]. — 2011. — С. 412. — (Большая российская энциклопедия : [в 35 т.] / гл. ред. Ю. С. Осипов ; 2004—2017, т. 19). — ISBN 978-5-85270-353-8.
- Медитация : [арх. 19 октября 2022] / Шохин В. К. // Маниковский — Меотида [Электронный ресурс]. — 2011. — С. 490—491. — (Большая российская энциклопедия : [в 35 т.] / гл. ред. Ю. С. Осипов ; 2004—2017, т. 19). — ISBN 978-5-85270-353-8.
- Ниришваравада : [арх. 21 октября 2022] / Шохин В. К. // Николай Кузанский — Океан [Электронный ресурс]. — 2013. — С. 63. — (Большая российская энциклопедия : [в 35 т.] / гл. ред. Ю. С. Осипов ; 2004—2017, т. 23). — ISBN 978-5-85270-360-6.
- Ньяя : [арх. 19 октября 2022] / Шохин В. К. // Николай Кузанский — Океан [Электронный ресурс]. — 2013. — С. 441—442. — (Большая российская энциклопедия : [в 35 т.] / гл. ред. Ю. С. Осипов ; 2004—2017, т. 23). — ISBN 978-5-85270-360-6.
- Парамиты : [арх. 21 октября 2022] / Шохин В. К. // П — Пертурбационная функция [Электронный ресурс]. — 2014. — С. 307—308. — (Большая российская энциклопедия : [в 35 т.] / гл. ред. Ю. С. Осипов ; 2004—2017, т. 25). — ISBN 978-5-85270-362-0.
- Пуруша-артхах : [арх. 17 октября 2022] / Шохин В. К. // Полупроводники — Пустыня [Электронный ресурс]. — 2015. — С. 753. — (Большая российская энциклопедия : [в 35 т.] / гл. ред. Ю. С. Осипов ; 2004—2017, т. 27). — ISBN 978-5-85270-364-4.
- Сансара : [арх. 17 октября 2022] / Шохин В. К., Лысенко В. Г. // Румыния — Сен-Жан-де-Люз [Электронный ресурс]. — 2015. — С. 369. — (Большая российская энциклопедия : [в 35 т.] / гл. ред. Ю. С. Осипов ; 2004—2017, т. 29). — ISBN 978-5-85270-366-8.

Новая философская энциклопедия
- Шохин В. К. Аджита Кесакамбала // Новая философская энциклопедия / Ин-т философии РАН; Нац. обществ.-науч. фонд; Предс. научно-ред. совета В. С. Стёпин, заместители предс.: А. А. Гусейнов, Г. Ю. Семигин, уч. секр. А. П. Огурцов. — 2-е изд., испр. и допол. — М.: Мысль, 2010. — ISBN 978-5-244-01115-9.
- Шохин В. К. Антахкарана // Новая философская энциклопедия / Ин-т философии РАН; Нац. обществ.-науч. фонд; Предс. научно-ред. совета В. С. Стёпин, заместители предс.: А. А. Гусейнов, Г. Ю. Семигин, уч. секр. А. П. Огурцов. — 2-е изд., испр. и допол. — М.: Мысль, 2010. — ISBN 978-5-244-01115-9.
- Шохин В. К. Брахман // Новая философская энциклопедия / Ин-т философии РАН; Нац. обществ.-науч. фонд; Предс. научно-ред. совета В. С. Стёпин, заместители предс.: А. А. Гусейнов, Г. Ю. Семигин, уч. секр. А. П. Огурцов. — 2-е изд., испр. и допол. — М.: Мысль, 2010. — ISBN 978-5-244-01115-9.
- Шохин В. К. Вачаспати Мишра // Новая философская энциклопедия / Ин-т философии РАН; Нац. обществ.-науч. фонд; Предс. научно-ред. совета В. С. Стёпин, заместители предс.: А. А. Гусейнов, Г. Ю. Семигин, уч. секр. А. П. Огурцов. — 2-е изд., испр. и допол. — М.: Мысль, 2010. — ISBN 978-5-244-01115-9.
- Шохин В. К. Дхарма // Новая философская энциклопедия / Ин-т философии РАН; Нац. обществ.-науч. фонд; Предс. научно-ред. совета В. С. Стёпин, заместители предс.: А. А. Гусейнов, Г. Ю. Семигин, уч. секр. А. П. Огурцов. — 2-е изд., испр. и допол. — М.: Мысль, 2010. — ISBN 978-5-244-01115-9.
- Шохин В. К. Индрии // Новая философская энциклопедия / Ин-т философии РАН; Нац. обществ.-науч. фонд; Предс. научно-ред. совета В. С. Стёпин, заместители предс.: А. А. Гусейнов, Г. Ю. Семигин, уч. секр. А. П. Огурцов. — 2-е изд., испр. и допол. — М.: Мысль, 2010. — ISBN 978-5-244-01115-9.
- Шохин В. К. Локаятики // Новая философская энциклопедия / Ин-т философии РАН; Нац. обществ.-науч. фонд; Предс. научно-ред. совета В. С. Стёпин, заместители предс.: А. А. Гусейнов, Г. Ю. Семигин, уч. секр. А. П. Огурцов. — 2-е изд., испр. и допол. — М.: Мысль, 2010. — ISBN 978-5-244-01115-9.
- Шохин В. К. Папа-Пунья // Новая философская энциклопедия / Ин-т философии РАН; Нац. обществ.-науч. фонд; Предс. научно-ред. совета В. С. Стёпин, заместители предс.: А. А. Гусейнов, Г. Ю. Семигин, уч. секр. А. П. Огурцов. — 2-е изд., испр. и допол. — М.: Мысль, 2010. — ISBN 978-5-244-01115-9.
- Шохин В. К. Паривраджаки // Новая философская энциклопедия / Ин-т философии РАН; Нац. обществ.-науч. фонд; Предс. научно-ред. совета В. С. Стёпин, заместители предс.: А. А. Гусейнов, Г. Ю. Семигин, уч. секр. А. П. Огурцов. — 2-е изд., испр. и допол. — М.: Мысль, 2010. — ISBN 978-5-244-01115-9.
- Шохин В. К. Свабхава // Новая философская энциклопедия / Ин-т философии РАН; Нац. обществ.-науч. фонд; Предс. научно-ред. совета В. С. Стёпин, заместители предс.: А. А. Гусейнов, Г. Ю. Семигин, уч. секр. А. П. Огурцов. — 2-е изд., испр. и допол. — М.: Мысль, 2010. — ISBN 978-5-244-01115-9.
- Шохин В. К. Свабхава-вада // Новая философская энциклопедия / Ин-т философии РАН; Нац. обществ.-науч. фонд; Предс. научно-ред. совета В. С. Стёпин, заместители предс.: А. А. Гусейнов, Г. Ю. Семигин, уч. секр. А. П. Огурцов. — 2-е изд., испр. и допол. — М.: Мысль, 2010. — ISBN 978-5-244-01115-9.
- Шохин В. К. Таттва // Новая философская энциклопедия / Ин-т философии РАН; Нац. обществ.-науч. фонд; Предс. научно-ред. совета В. С. Стёпин, заместители предс.: А. А. Гусейнов, Г. Ю. Семигин, уч. секр. А. П. Огурцов. — 2-е изд., испр. и допол. — М.: Мысль, 2010. — ISBN 978-5-244-01115-9.
- Шохин В. К. Трикайя // Новая философская энциклопедия / Ин-т философии РАН; Нац. обществ.-науч. фонд; Предс. научно-ред. совета В. С. Стёпин, заместители предс.: А. А. Гусейнов, Г. Ю. Семигин, уч. секр. А. П. Огурцов. — 2-е изд., испр. и допол. — М.: Мысль, 2010. — ISBN 978-5-244-01115-9.
- Шохин В. К. Философия в Индии // Новая философская энциклопедия / Ин-т философии РАН; Нац. обществ.-науч. фонд; Предс. научно-ред. совета В. С. Стёпин, заместители предс.: А. А. Гусейнов, Г. Ю. Семигин, уч. секр. А. П. Огурцов. — 2-е изд., испр. и допол. — М.: Мысль, 2010. — ISBN 978-5-244-01115-9.
- Шохин В. К. Чарвака // Новая философская энциклопедия / Ин-т философии РАН; Нац. обществ.-науч. фонд; Предс. научно-ред. совета В. С. Стёпин, заместители предс.: А. А. Гусейнов, Г. Ю. Семигин, уч. секр. А. П. Огурцов. — 2-е изд., испр. и допол. — М.: Мысль, 2010. — ISBN 978-5-244-01115-9.

Православная энциклопедия
- Шохин В. К. Абхидарма // Православная энциклопедия. — М., 2000. — Т. I : А — Алексий Студит. — С. 72—73. — 40 000 экз. — ISBN 5-89572-006-4.
- Шохин В. К. Аватара // Православная энциклопедия. — М., 2000. — Т. I : А — Алексий Студит. — С. 77—78. — 40 000 экз. — ISBN 5-89572-006-4.
- Шохин В. К. Авидья // Православная энциклопедия. — М., 2000. — Т. I : А — Алексий Студит. — С. 136—137. — 40 000 экз. — ISBN 5-89572-006-4.
- Шохин В. К. Адживикизм // Православная энциклопедия. — М., 2000. — Т. I : А — Алексий Студит. — С. 299—300. — 40 000 экз. — ISBN 5-89572-006-4.
- Шохин В. К. Альвары // Православная энциклопедия. — М., 2001. — Т. II : Алексий, человек Божий — Анфим Анхиальский. — С. 78. — 40 000 экз. — ISBN 5-89572-007-2.
- Шохин В. К. Анатмавада // Православная энциклопедия. — М., 2001. — Т. II : Алексий, человек Божий — Анфим Анхиальский. — С. 262—263. — 40 000 экз. — ISBN 5-89572-007-2.
- Шохин В. К. Ахимса // Православная энциклопедия. — М., 2002. — Т. IV : Афанасий — Бессмертие. — С. 207—208. — 39 000 экз. — ISBN 5-89572-009-9.
- Шохин В. К. Аюрведа // Православная энциклопедия. — М., 2002. — Т. IV : Афанасий — Бессмертие. — С. 233. — 39 000 экз. — ISBN 5-89572-009-9.
- Шохин В. К. Веданта // Православная энциклопедия. — М., 2004. — Т. VII : Варшавская епархия — Веротерпимость. — С. 363—364. — 39 000 экз. — ISBN 5-89572-010-2.
- Шохин В. К. Виджняна // Православная энциклопедия. — М., 2004. — Т. VIII : Вероучение — Владимиро-Волынская епархия. — С. 120. — 39 000 экз. — ISBN 5-89572-014-5.
- Шохин В. К. Вишишта-Адвайта // Православная энциклопедия. — М., 2004. — Т. VIII : Вероучение — Владимиро-Волынская епархия. — С. 609—610. — 39 000 экз. — ISBN 5-89572-014-5.
- Шохин В. К. Ганди Мохандас Карамчанд // Православная энциклопедия. — М., 2005. — Т. X : Второзаконие — Георгий. — С. 408. — 39 000 экз. — ISBN 5-89572-016-1.
- Шохин В. К. Гаудапада // Православная энциклопедия. — М., 2005. — Т. X : Второзаконие — Георгий. — С. 446. — 39 000 экз. — ISBN 5-89572-016-1.
- Шохин В. К. Госала Маккхали // Православная энциклопедия. — М., 2006. — Т. XII : Гомельская и Жлобинская епархия — Григорий Пакуриан. — С. 161—162. — 39 000 экз. — ISBN 5-89572-017-X.
- Шохин В. К. Гуны // Православная энциклопедия. — М., 2006. — Т. XIII : Григорий Палама — Даниель-Ропс. — С. 461—462. — 39 000 экз. — ISBN 5-89572-022-6.
- Шохин В. К. Гхош, Ауробиндо // Православная энциклопедия. — М., 2006. — Т. XIII : Григорий Палама — Даниель-Ропс. — С. 531—532. — 39 000 экз. — ISBN 5-89572-022-6.
- Шохин В. К. Дальберг, Карл Теодор Антон Мария фон // Православная энциклопедия. — М., 2006. — Т. XIII : Григорий Палама — Даниель-Ропс. — С. 668. — 39 000 экз. — ISBN 5-89572-022-6.
- Шохин В. К. Двайта-адвайта // Православная энциклопедия. — М., 2007. — Т. XIV : Даниил — Димитрий. — С. 223—224. — 39 000 экз. — ISBN 978-5-89572-024-0.
- Шохин В. К. Двайта-веданта // Православная энциклопедия. — М., 2007. — Т. XIV : Даниил — Димитрий. — С. 224—225. — 39 000 экз. — ISBN 978-5-89572-024-0.
- Шохин В. К. Деизм // Православная энциклопедия. — М., 2007. — Т. XIV : Даниил — Димитрий. — С. 311—315. — 39 000 экз. — ISBN 978-5-89572-024-0.
- Шохин В. К. Джива // Православная энциклопедия. — М., 2007. — Т. XIV : Даниил — Димитрий. — С. 535—537. — 39 000 экз. — ISBN 978-5-89572-024-0.
- Шохин В. К. Дигнага // Православная энциклопедия. — М., 2007. — Т. XIV : Даниил — Димитрий. — С. 657—658. — 39 000 экз. — ISBN 978-5-89572-024-0.
- Шохин В. К. Духкха // Православная энциклопедия. — М., 2007. — Т. XVI : Дор — Евангелическая церковь союза. — С. 359—360. — 39 000 экз. — ISBN 978-5-89572-028-8.
- Шохин В. К. Дхарма // Православная энциклопедия. — М., 2007. — Т. XVI : Дор — Евангелическая церковь союза. — С. 504—507. — 39 000 экз. — ISBN 978-5-89572-028-8.
- Шохин В. К. Дхармагуптака // Православная энциклопедия. — М., 2007. — Т. XVI : Дор — Евангелическая церковь союза. — С. 507. — 39 000 экз. — ISBN 978-5-89572-028-8.
- Шохин В. К. Дхармакирти // Православная энциклопедия. — М., 2007. — Т. XVI : Дор — Евангелическая церковь союза. — С. 507—508. — 39 000 экз. — ISBN 978-5-89572-028-8.
- Шохин В. К., Месяц С. В., Михайлов П. Б., Фокин А. Р., Вдовина Г. В. Естественная теология // Православная энциклопедия. — М., 2008. — Т. XVIII : Египет древний — Эфес. — С. 696—716. — 39 000 экз. — ISBN 978-5-89572-032-5.
- Пономарёв А. В., Михайлов П. Б., Фокин А. Р., Серёгин А. В., Смирнов Д. В., Судаков А. К., Шохин В. К., Казарян А. Т. Зло // Православная энциклопедия. — М., 2009. — Т. XX : Зверин в честь Покрова Пресвятой Богородицы женский монастырь — Иверия. — С. 205—265. — 39 000 экз. — ISBN 978-5-89572-036-3.
- Шохин В. К. Индра // Православная энциклопедия. — М., 2009. — Т. XXII : Икона — Иннокентий. — С. 622—623. — 39 000 экз. — ISBN 978-5-89572-040-0.
- Шохин В. К. Йогачара // Православная энциклопедия. — М., 2012. — Т. XXVIII : Исторический музей — Йэкуно Амлак. — С. 707—710. — 39 000 экз. — ISBN 978-5-89572-025-7.
- Шохин В. К. Ишвара // Православная энциклопедия. — М., 2012. — Т. XXVIII : Исторический музей — Йэкуно Амлак. — С. 643—649. — 39 000 экз. — ISBN 978-5-89572-025-7.
- Шохин В. К. Йога // Православная энциклопедия. — М., 2012. — Т. XXVIII : Исторический музей — Йэкуно Амлак. — С. 702—707. — 39 000 экз. — ISBN 978-5-89572-025-7.
- Шохин В. К. Кальпа // Православная энциклопедия. — М., 2012. — Т. XXIX : К — Каменац. — С. 714. — 39 000 экз. — ISBN 978-5-89572-025-7.
- Шохин В. К. Карма // Православная энциклопедия. — М., 2013. — Т. XXXI : Каракалла — Катехизация. — С. 214—217. — 33 000 экз. — ISBN 978-5-89572-031-8.
- Шохин В. К. Каруна // Православная энциклопедия. — М., 2013. — Т. XXXI : Каракалла — Катехизация. — С. 425—426. — 33 000 экз. — ISBN 978-5-89572-031-8.
- Шохин В. К. Кашьяпия // Православная энциклопедия. — М., 2013. — Т. XXXII : Катехизис — Киево-Печерская икона „Успение Пресвятой Богородицы“. — С. 173. — 33 000 экз. — ISBN 978-5-89572-035-6.

Философия буддизма. Энциклопедия
- Шохин В. К. Дхарма // Философия буддизма: энциклопедия / отв. ред. М. Т. Степанянц;. — М.: Вост. лит., ИФ РАН, 2011. — С. 308—309. — 1045 с. — ISBN 978-5-02-036492-9.
- Шохин В. К. Махасангхика // Философия буддизма: энциклопедия / отв. ред. М. Т. Степанянц;. — М.: Вост. лит., ИФ РАН, 2011. — С. 448—451. — 1045 с. — ISBN 978-5-02-036492-9.
- Шохин В. К. Типитака // Философия буддизма: энциклопедия / отв. ред. М. Т. Степанянц;. — М.: Вост. лит., ИФ РАН, 2011. — С. 680—686. — 1045 с. — ISBN 978-5-02-036492-9.

## Публицистика
Статьи
- Шохин В. К. Восстановление «внутреннего человека» // «Фома». — 2007. — № 3. — С. 25-26.
- Шохин В. К. Безответственное приглашение к серьезному разговору // «Фома», 2007. — № 9. — С. 32-40.
- Шохин В. К. Тайна искупления и Таинство покаяния: несколько небогословских рассуждений (недоступная ссылка) //Богослов.ru, 16.11.2010 г.
- Шохин В. К.Образ философа и философии в России и Индии: параллели и контрасты // Runivers.ru — Россия в подлиннике, 04.12.10

Интервью
- Иеромонах Адриан (Пашин) В. К. Шохин: «Не за горами то время, когда в Европе принадлежность к христианству будет препятствием для занимания определенных должностей, когда представители других религий будут с помощью государственных органов определять, кого можно рукополагать в христианские священники, а кого нет» (недоступная ссылка) // Богослов.ru, 25.06.2009 г.
- Протоиерей Павел (Великанов) Воцерковление — путь принятия или снятия ответственности? (видеоинтервью взятое в рамках Международной богословской конференции «Жизнь во Христе: христианская нравственность, аскетическое предание Церкви и вызовы современной эпохи».) // Богослов.ru,11.04.2011 г.